# Regionalliga (piłka nożna w Austrii)
Regionalliga (niem. Fußball-Regionalliga, dosł. Futbolowa Regionalna liga) – trzeci poziom w hierarchii ligowych rozgrywek w piłce nożnej mężczyzn w Austrii. Utworzona w 1959 roku i zarządzana przez Österreichischer Fußball-Bund (ÖFB). Liga jest podzielona na 3 strefy geograficzne: Regionalliga Ost (wschodnia), Regionalliga Mitte (środkowa) i Regionalliga West (zachodnia). Zmagania w jej ramach toczą się cyklicznie (co sezon) w systemie mecz i rewanż. Przeznaczone są dla 48 austriackich klubów piłkarskich podzielonych na 3 grupy. Zwycięzcy z każdej grupy uzyskują awans do 2. Ligi, zaś najsłabsze zespoły są relegowane do Landesligi i są zastępowane przez zespoły mistrzów 9 turniejów lądów. Jeśli klub odmówi awansu do 2. Ligi, klub, który zajął następne miejsce w klasyfikacji, będzie promowany.
Najbardziej utytułowaną drużyną ligi jest FC Dornbirn 1913, która 8 razy wygrała Regionalliga West.

## Historia
Wraz z wprowadzeniem w sezonie 1949/50 Staatsliga A jako pierwszej ligi i Staatsliga B jako drugiej ligi, również drużyny z Landów austriackich mogły po raz pierwszy zagrać w najwyższych ligach po zakończeniu II wojny światowej. Wiązało się to również ze zmianą kategoryzacji w amatorskim futbolu. Podczas gdy drużyny piłkarskie z Austrii Środkowej i Wschodniej grały w odpowiednich ligach krajowych, z których mistrzowie awansowali bezpośrednio lub poprzez dogrywki (Relegationsspiele) do Staatsliga B, kluby z Austrii Zachodniej nie uczestniczyły w Staatsliga B.
W sezonie 1949/50 drużyny z Landu Karyntia i Salzburga grały już w ponownie utworzonej Tauernliga, a od 1955/56 do 1958/59 w Tauernliga Süd (Karyntia) i Tauernliga Nord (Salzburg). Od sezonach 1950/51 do sezonu 1959/60 również w Arlbergliga grały kluby z kraju Tyrol oraz Vorarlberg. Te ligi można uznać za drugi poziom (razem Staatsliga B), ponieważ ich mistrzowie grali w bezpośrednich pojedynkach o awans do Staatsliga A.
W sezonie 1959/60 powstała Regionalliga Ost i Regionalliga Mitte, a rok później Regionalliga West. Regionalliga zaliczana była do sezonu 1973/1974 jako drugi poziomu w piramidzie piłki nożnej w Austrii. Mistrzom z odpowiednich grup pozwolono awansować bezpośrednio na najwyższy poziom. W sezonie 1974/75 po wprowadzeniu pierwszej i drugiej austriackiej Bundesligi, została zlikwidowana Regionalliga Mitte i West.
W sezonie 1977/1978 kraje związkowe Salzburg, Tyrol i Vorarlberg połączyły swoje Landesligen w Alpenligę (D3). Od sezonu 1980/81 ponownie wystartowała Regionalliga West. Regionalliga Ost została zawieszona w latach 1980–1984, a dopiero w sezonie 1984/85 zostaną one ponownie wprowadzona. Aż do sezonu 1995/96 mistrzowie regionu zachodniego i wschodniego bezpośrednio awansowali do 2. Bundesligi. Regionalliga Mitte została przywrócona dopiero w sezonie 1994/95.
W latach 1996–2004 trzech mistrzów Regionalligen wraz z ostatnią drużyną z 1. Division (w 1998 zmieniła nazwę na Erste Liga) rozgrywali mecze play-off, aby wyłonić dwa promowane miejsca. Po rozszerzeniu Erste Liga do dwunastu klubów zdecydowano, że od sezonu 2005/06 zwycięzcy lig regionalnych znowu awansują bezpośrednio. Erste Liga pomniejszyła się do 10 drużyn w sezonie 2009/10, dlatego liczba awansów i spadków z drugiego poziomu została zmniejszona do dwóch. Do sezonu 2013/14 jeden ze zwycięzców Regionalligi grał z ostatnią drużyną Erste Ligi, podczas gdy dwóch innych zwycięzców Regionalligi walczyli między sobą o drugie miejsce promocyjne.
W sezonie 2014/15 mistrz grupy zachodniej bezpośrednio awansował, podczas gdy zwycięzcy grupy wschodniej i środkowej grali w barażach o drugi awans. W sezonie 2015/16 wszyscy trzech zwycięzców otrzymali promocję do drugiej ligi, a w sezonie 2016/17 tylko zwycięzca z regionu środkowego awansował, ponieważ mistrzowie Wschodu i Zachodu odmówili awansu. Po zakończeniu sezonu 2017/18 trzech mistrzów Regionalligi oraz sześć innych licencjonowanych drużyn awansowali, gdy 2. Liga została powiększona z 10 do 16 klubów.

## Mistrzowie
| Rok  | Tauernliga            | Tauernliga Süd | Tauernliga Nord     | Arlbergliga             |
| ---- | --------------------- | -------------- | ------------------- | ----------------------- |
| 1950 | Villacher SV          | –              | –                   | –                       |
| 1951 | Klagenfurter AC       | –              | –                   | SC Schwarz-Weiß Bregenz |
| 1952 | Salzburger AK 1914    | –              | –                   | SC Schwarz-Weiß Bregenz |
| 1953 | SV Austria Salzburg   | –              | –                   | Innsbrucker AC          |
| 1954 | WSG Radenthein        | –              | –                   | SC Schwarz-Weiß Bregenz |
| 1955 | SK Austria Klagenfurt | –              | –                   | FC Dornbirn 1913        |
| 1956 | –                     | WSG Radenthein | SK Bischofshofen    | SC Schwarz-Weiß Bregenz |
| 1957 | –                     | WSG Radenthein | SK Bischofshofen    | SC Schwarz-Weiß Bregenz |
| 1958 | –                     | WSG Radenthein | SV Austria Salzburg | FC Lustenau 07          |
| 1959 | –                     | WSG Radenthein | SV Austria Salzburg | FC Lustenau 07          |
| 1960 | –                     | –              | Salzburger AK 1914* | FC Dornbirn 1913        |

- W 1960 roku zespoły z Karyntii grały już w Regionalliga Mitte, a kluby z Tyrolu i Vorarlberg nadal były w Arlbergliga. Z tego powodu mistrz Salzburger Landesliga miał prawo odmówić meczu kwalifikacyjnego przeciwko mistrzowi Arlbergliga.

| Rok  | Regionalliga Ost           | Regionalliga Mitte        | Regionalliga West               |
| ---- | -------------------------- | ------------------------- | ------------------------------- |
| 1960 | 1. Schwechater SC          | SV Stickstoff Linz        | –                               |
| 1961 | SK Admira Wien             | Kapfenberger SV           | Salzburger AK 1914              |
| 1962 | SC Wacker Wien             | SK Austria Klagenfurt     | SV Austria Salzburg             |
| 1963 | 1. Wiener Neustädter SC    | Kapfenberger SV           | FC Dornbirn 1913                |
| 1964 | SC Wacker Wien             | SK Sturm Graz             | FC Wacker Innsbruck             |
| 1965 | 1. Simmeringer SC Wien     | SK Austria Klagenfurt     | SV Austria Salzburg             |
| 1966 | SC Wacker Wien             | SK Sturm Graz             | SC Schwarz-Weiß Bregenz         |
| 1967 | SC Eisenstadt              | WSG Radenthein            | SV Austria Salzburg             |
| 1968 | SC Wacker Wien             | WSV Donawitz              | WSG Wattens                     |
| 1969 | First Vienna FC 1894 Wien  | SK VÖEST Linz             | FC Dornbirn 1913                |
| 1970 | 1. Simmeringer SC Wien     | WSG Radenthein            | SC Schwarz-Weiß Bregenz         |
| 1971 | SC Eisenstadt              | WSV Donawitz              | SK Bischofshofen                |
| 1972 | ESV Admira Wiener Neustadt | SK Austria Klagenfurt     | SC Schwarz-Weiß Bregenz         |
| 1973 | 1. Simmeringer SC Wien     | WSG Radenthein            | FC Rätia Bludenz                |
| 1974 | SV Heid Stockerau          | Kapfenberger SV           | FC Dornbirn 191                 |
| 1975 | SC Tulln                   | –                         | –                               |
| 1976 | Kremser SC                 | –                         | –                               |
| 1977 | ASV Kittsee                | –                         | –                               |
| 1978 | Favoritner AC Wien         | –                         | USK Anif                        |
| 1979 | SV Heid Stockerau          | –                         | SpG Innsbruck                   |
| 1980 | SC Neusiedl 1919           | –                         | Salzburger AK 1914              |
| 1981 | –                          | –                         | ASK Salzburg                    |
| 1982 | –                          | –                         | IG Bregenz/Dornbirn             |
| 1983 | –                          | –                         | SC Kufstein                     |
| 1984 | –                          | –                         | USV Salzburg                    |
| 1985 | 1. Schwechater SC          | –                         | IG Bregenz/Dornbirn II          |
| 1986 | VfB Union Mödling          | –                         | SC Kufstein                     |
| 1987 | VSE St. Pölten             | –                         | USV Salzburg                    |
| 1988 | SV Stockerau               | –                         | FC Dornbirn 1913                |
| 1989 | ASV Austria Vösendorf      | –                         | WSG Wattens                     |
| 1990 | SR Donaufeld Wien          | –                         | FC Salzburg                     |
| 1991 | Favoritner AC Wien         | –                         | SC Rheindorf Altach             |
| 1992 | SV Oberwart                | –                         | ASVÖ FC Puch bei Hallein        |
| 1993 | 1. Wiener Neustädter SC    | –                         | FC Kufstein                     |
| 1994 | ASK Klingenbach            | –                         | SC Austria Lustenau             |
| 1995 | Favoritner AC Wien         | SAK Klagenfurt            | WSG Wattens                     |
| 1996 | SV Stockerau               | TSV Hartberg              | SC Schwarz-Weiß Bregenz         |
| 1997 | ASK Kottingbrunn           | SK Eintracht Wels         | SC Rheindorf Altach             |
| 1998 | SC Untersiebenbrunn        | SK Austria Klagenfurt/VSV | SV Wörgl                        |
| 1999 | SC Untersiebenbrunn        | TSV Hartberg              | WSG Wattens                     |
| 2000 | SV Mattersburg             | BSV Bad Bleiberg          | FC Lustenau 07                  |
| 2001 | ASK Kottingbrunn           | ASKÖ Pasching             | FC Lustenau 07                  |
| 2002 | Wiener Sportklub           | Kapfenberger SV           | FC Hard                         |
| 2003 | SV Schwechat               | FC Blau-Weiß Linz         | SPG WSG Wattens/FC Wacker Tirol |
| 2004 | SC-ESV Parndorf 1919       | FC Gratkorn               | SC Rheindorf Altach             |
| 2005 | FK Austria Wien Amateure   | SC Schwanenstadt          | FC Kufstein                     |
| 2006 | SC-ESV Parndorf 1919       | TSV Hartberg              | FC Lustenau 07                  |
| 2007 | ASK Schwadorf              | SV Bad Aussee             | Red Bull Salzburg Amateure      |
| 2008 | SKN St. Pölten             | 1. FC Vöcklabruck         | SV Grödig                       |
| 2009 | First Vienna FC            | TSV Hartberg              | FC Dornbirn 1913                |
| 2010 | FC Waidhofen/Ybbs          | Wolfsberger AC            | SV Grödig                       |
| 2011 | SC-ESV Parndorf 1919       | LASK Juniors              | Red Bull Juniors                |
| 2012 | SV Horn                    | Grazer AK                 | WSG Wattens                     |
| 2013 | SC-ESV Parndorf 1919       | LASK Linz                 | FC Liefering                    |
| 2014 | FAC Team für Wien          | LASK Linz                 | SV Austria Salzburg             |
| 2015 | SC Ritzing                 | SK Austria Klagenfurt     | SV Austria Salzburg             |
| 2016 | SV Horn                    | FC Blau-Weiß Linz         | WSG Wattens                     |
| 2017 | First Vienna FC            | TSV Hartberg              | USK Anif                        |
| 2018 | SV Horn                    | SV Lafnitz                | USK Anif                        |
| 2019 | ASK Ebreichsdorf           | Grazer AK                 | FC Dornbirn 1913                |